# Tožbar
Tožbar je priimek več znanih Slovencev:
- Anton Tožbar - Špik; vzd. "Medved" (1835—1891), gorski vodnik
- Anton Tožbar - Špik (ml.) (1874—1952), gorski vodnik
- Anton Tožbar ("vnuk") (1905—1993), vrtnar arboretuma Alpinum Julijana